# It (album)
Albums de Pulp
Freaks
(1987)
It est le premier album du groupe de pop britannique Pulp, sorti en 1983 sur le label indépendant Red Rhino Records. Il est composé de ballades et de titres acoustiques et est bien éloigné des influences disco qui ont propulsé le groupe sur le devant de la scène dans les années 1990. L'album était à l'origine composé de 7 titres. Il a été réédité sur le label Fire Records avec un titre bonus, Looking For Life, qui était à l'origine la face B du single My Lighthouse.

## Liste des pistes
Tous les titres ont été écrits et composés par Jarvis Cocker,
sauf My Lighthouse par Jarvis Cocker et Simon Hinkler.
1. My Lighthouse
2. Wishful Thinking
3. Joking Aside
4. Boats And Trains
5. Blue Girls
6. Love Love
7. In Many Ways
8. Looking For Life

## Single extrait de l'album
- My Lighthouse / Looking For Life